# Campo di concentramento di Mataina
Il campo di concentramento di Mataina (in serbo-croato Koncentracioni logor Metajna, in serbo Концентрациони логор Метайна?) era un campo di concentramento istituito dal regime Ustascia sull'isola di Pago, nello Stato Indipendente di Croazia. Il campo, dove furono rinchiusi donne e bambini, operò dal giugno 1941 alla fine di agosto 1941, dove furono compiuti massacri di massa di ebrei (soprattutto tra gli ebrei di Zagabria arrestati nella prima ondata di arresti), serbi e rom.

## Storia
Nell'aprile 1941, il Regno di Jugoslavia fu occupato dalla Germania nazista, successivamente è stato fondato lo Stato Indipendente della Croazia sotto il governo fantoccio degli Ustascia. Nonostante l'isola di Pago fu ceduta agli Ustascia, all'esercito italiano fu permesso di stabilirvi basi militari e di svolgere attività militari nell'isola. Il campo di Metajna fu istituito nel giugno 1941 per donne e bambini. Il campo era situato in tre edifici nel villaggio di Metajna, vicino alla città di Pag. A pochi chilometri da esso si trova il campo di concentramento di Slana, dove sono stati tenuti separati gli uomini.
Al campo sono stati inviati i ragazzi dell'organizzazione "Bnei Brit" di Zagabria, e successivamente donne e bambini del campo di concentramento di Gospic . Il comandante del campo, Max Ucic, e i suoi uomini abusavano costantemente le donne tenute nel campo. Sono stati registrati atti di stupro di massa e di omicidio con arma fredda. Donne prigioniere sono state gettate in mare (dalla scogliera) mentre erano tenute legate per mani e piedi. Molte donne prigioniere morirono di fame e di malattie a causa della mancanza di cure mediche.
A metà agosto l’esercito italiano decise di chiudere i campi, temendo di perdere il controllo della zona a causa dell’azione sfrenata degli Ustascia. Il 14 agosto 1941, alla vigilia della festa dell'Ascensione di Maria, gli Ustascia iniziarono la liquidazione del campo. Centinaia di detenuti furono portati nel vicino paese di Fornaža (in croato: Fornaža) dove sono stati assassinati. La mattina dopo, gli Ustascia sono arrivati ubriachi e con le uniformi coperte di sangue, e hanno celebrato la festa cristiana con gli abitanti della città di Pag. Successivamente, le donne e i bambini serbi furono mandati nel campo di concentramento di Jastrbrsko e lì assassinati, mentre centinaia di donne e bambini ebrei furono trasferiti a Kruščica.

## Memoria
Dopo la fine della seconda guerra mondiale, nella stessa zona, fu ritrovata una fossa comune dove furono gettate 791 vittime assassinate dagli Ustascia nella notte tra il 14 e il 15 agosto 1941: 91 bambini sotto i 15 anni, 293 donne e 407 uomini. Lo storico ebreo Yasha Romano sostiene che l'esercito italiano era a conoscenza di ciò che accadeva nei campi e ignorò le ripetute richieste degli abitanti dell'isola di fermare la furia degli Ustascia. 
Ad oggi, nel territorio del villaggio non si trova nessuna evidenza del campo che operava al suo interno.